# Atlantski tokovi
V ekvatorialnem področju se pod vplivom pasatov pojavi proti zahodu severni in južni tok, med njima pa gvinejski protitok. Severno ekvatorialni tok zavije ob brazilski obali in se ob rtu San Roque pridruži del južno ekvatorialnega tokova.Pot nadaljuje po Antilovi proti severozahodu, južni del  pa med Antili in južnoameriško celino.V tem delu se kopičijo tople vode.Zalivskemu toku se pridruži antilski tok, njegova pot se nadaljuje do rta Hatteras, kjer preide v območje zahodnih vetrov.Zaradi vpliva vetrov se upočasni in postane širši.

## Atlantski tokovi
- Zalivski tok
- Severnoatlantski tok
- Severnoekvatorialni tok
- Južnoekvatorialni tok
- Kanarski tok
- Gvinejski tok
- Vzhodnogrenlandski tok
- Labradorski tok
- Benguelski tok
- Brazilski tok
- Falklandski tok